# エレーラ県
エレーラ県（エレーラけん、Provincia de Herrera）は、パナマ南部の県。 県都はチトレ(Chitré)。県の人口は約11万3千人 。1915年1月18日にロス・サントス県より分割され、創設された。県都のチトレは1848年10月19日創設。東側は太平洋のパリタ湾(Parita Bay)に面している。主要な産業は、サトウキビを中心とした農業、酪農、漁業、酒造業、窯業などである。

## 隣接する県
- コクレ県
- ロス・サントス県
- ベラグアス県

## 下位行政区画
1. Chitré District
2. Las Minas District
3. Los Pozos District
4. Ocú District
5. Parita District
6. Pesé District
7. Santa María District